# Казна
Казна је чин излагања особе или животиње нечему негативном или непријатном, обично као одговор на непослушност, отпор или понашање које се сматра морално погрешним. Казна се дефинише и као било која аверзивна драж и ускраћивање задовољства чиме се нарушава интегритет личности због неког њеног претходног поступка који, по оцени других, није у складу са законским или обичајним нормама заједнице. Циљ казне је да се то непожељно понашање елиминише или модификује. Награђивање позитивног понашања се, пак, генерално сматра ефикаснијим од кажњавања супротног понашања.
Разлог за кажњавање може бити условљавање детета да избегава самоугрожавање, наметање друштвеног конформизма (посебно у контексту обавезног образовања или војне дисциплине), да брани норме, да се заштити од будућих повреда (посебно, они од насилних злочина), и да се одржи закон — и поштовање владавине права — под којим се управља друштвеном групом. Казна може бити самонаметнута као код самобичевања и умртвљивања тела у религиозном окружењу, али је најчешће облик друштвене принуде.
Непријатно наметање може укључивати новчану казну, казну или затварање, или бити уклањање или ускраћивање нечега пријатног или пожељног. Појединац може бити особа, или чак животиња. Власт може бити група или појединачна особа, а казна се може спроводити формално према систему закона или неформално у другим врстама друштвених окружења, као што је породица. Негативне последице које нису овлашћене или које се примењују без кршења правила не сматрају се казном како је овде дефинисано. Проучавање и пракса кажњавања злочина, посебно када се то односи на казну затвора, назива се пенологија, или, често у савременим текстовима, корекције; у овом контексту, процес кажњавања се еуфемистички назива „корективним процесом“. Истраживање кажњавања често укључује слична истраживања превенције.
Оправдања за казну укључују одмазду, одвраћање, рехабилитацију и онеспособљавање. Последње би могле укључивати мере као што су изолација, како би се спречио контакт преступника са потенцијалним жртвама, или одстрањивање руке како би се крађа отежала.
Ако су присутни само неки од услова укључених у дефиницију казне, описи који нису „казне” могу се сматрати тачнијим. Наношење нечега негативног, или непријатног, особи или животињи, без овлашћења или не на основу кршења правила, обично се сматра само осветом или инатом, а не казном. Поред тога, реч „казна” се користи као метафора, као када боксер доживи „казну” током борбе. У другим ситуацијама, кршење правила може бити награђено, тако да примање такве награде природно не представља казну. Коначно, услов кршења правила мора бити задовољен да би се последице сматрале казном.
Казне се разликују по степену тежине и могу укључивати санкције као што су укор, лишавање привилегија или слободе, новчане казне, затварање, остракизам, наношење бола, ампутација и смртна казна. Телесна казна се односи на казне у којима се преступнику намерава нанети физички бол. Казне се могу оценити као правичне или неправичне у смислу њиховог степена реципроцитета и сразмерности прекршају. Кажњавање може бити саставни део социјализације, а кажњавање нежељеног понашања често је део система педагогије или модификације понашања који укључује и награде.